# تعليم مقارن
التعليم المقارن هو تخصص في العلوم الاجتماعية ينطوي على فحص وتقييم النظم المعلوماتية المختلفة مثل النظم التعليمية في مختلف البلدان. يتم استيعاب المهنيين في هذا المجال من المسعى في تطوير المصطلحات والمبادئ التوجيهية
للتعليم في جميع أنحاء العالم، وتعزيز الهياكل التعليمية وإنتاج سياق يمكن خلاله تقييم نجاح وفاعلي برامج ومبادرات التعليم.

## الأهداف والنطاق
يهدف التعليم المقارن إلى خمسة أهداف طبقاً لهارولد نواه (1985) وفاروق جوبيش (2009)، وهي:
1. وصف أنظمة التعليم، والعمليات، أو النتائج.
2. المساعدة في تطوير المؤسسات والممارسات التعليمية.
3. تسليط الضوء على العلاقة بين التعليم والمجتمع.
4. نشر بيانات عامة عن التعليم صالحة في أكثر من دولة.
5. مساعدة الجيل الحالي في فهم أنظمة التعليم الحالية بالإشارة إلى الماضي.

غالبا ما يفترض بشكل خاطئ أن التعليم المقارن يشمل حصرا الدراسات التي تقارن بين بلدين مختلفين أو أكثر. وفي الواقع، فمنذ أيامه الأولى، كثيراً ما تجنب الباحثون في هذا المجال هذه النهج، مفضلين بدلاً من ذلك التركيز على المقارنات داخل بلد واحد مع مرور الوقت. ومع ذلك، فإن بعض المشاريع الكبيرة النطاق، مثل دراسات برنامج التقييم الدولي ل بمقياس ا ل للإيدز والدراسات التي أجريت في إطار برنامج العمل الدولي، قد توصلت إلى نتائج هامة من خلال التحليل الكلي المقارن الواضح لمجموعات البيانات الضخمة. ومن الأمثلة الحديثة في هذا الصدد دراسات تحلل تعليم المعلمين داخل أوروبا وداخل أمريكا.

## الأساس المنطقي للميدان
يمكن دراسة العديد من المسائل التعليمية المهمة على أفضل صورة من منظور دولي ومقارن. على سبيل المثال، لا يوجد في الولايات المتحدة شهادة إكمال التعليم الثانوي على الصعيد الوطني. وهذا يثير مسألة ما هي مزايا وعيوب ترك هذه الشهادة لكل من الولايات الخمسين. ويعتمد التعليم المقارن على خبرة بلدان مثل اليابان وفرنسا لإظهار كيفية عمل النظام المركزي، وما هي مزايا وعيوب إصدار الشهادات المركزية.
يشير منتقدي التعليم المقارن لذلك كإقتراض من السياسات.

## الهوية التأديبية مقابل تعدد التخصصات
والتعليم المقارن وثيق القرابة مع التعليم الدولي، والتعليم الإنمائي الدولي، وعلم الاجتماع المقارن، وقد يتداخل مع هذه التربية. وفي حين أن التعليم المقارن في بعض البلدان راسخ تماما كمجال متميز للبحوث التعليمية، فإنه يمكن في بلدان أخرى أن يُنظر إليه على أفضل وجه كمجال متعدد التخصصات يجمع بين الباحثين من مختلف التخصصات. على سبيل المثال، قد يقوم المتخصصون في تعليم الرياضيات، أو تعليم الدراسات الاجتماعية، أو مواضيع الفنون المختلفة بتطوير أبحاث مصممة لتمكين إجراء مقارنات ذات مغزى بين النظم التعليمية الوطنية مع التركيز على مجال تخصصهم. ويترتب على ذلك أن بحوث التعليم المقارنة يمكن أن تدرس التعليم المدرسي دراسة كلية وعالمية (تحليل على المستوى الكلي)، أو يمكن أن تركز بدلا من ذلك على حالة منطقة موضوع معينة في منطقة معينة من العالم، وبالتالي الاستفادة من مجال الموضوع أو الخبرة الإقليمية (التحليل المتوسط أو الجزئي). وقد يكون لكل نهج مزايا وعيوب مميزة.

## جمعية التعليم المقارن والدولي
تم تأسيس جمعية التعليم المقارن والدولي CIES (https://cies.us/) في عام 1956 لتعزيز "التفاهم بين الثقافات، والمنح الدراسية، والتحصيل الأكاديمي، والتنمية المجتمعية من خلال الدراسة الدولية للأفكار والنظم والممارسات التعليمية."